# El Padrí II
El Padrí II (títol original en anglès: The Godfather Part II) és una pel·lícula dirigida per Francis Ford Coppola i estrenada l'any 1974. És la segona part de El Padrí. Les estrelles de cine que hi apareixen són Al Pacino, Robert Duvall, Diane Keaton, Robert De Niro, John Cazale, Talia Shire i Lee Strasberg.
La pel·lícula fou nominada a onze Premis de l'Acadèmia i en guanyà sis, inclosos l'Oscar a la millor fotografia, Oscar al millor actor secundari per Robert De Niro, i fou seleccionada per a la preservació en el National Film Registry dels Estats Units.

## Argument
Michael Corleone ha succeït el seu pare Vito al capdavant de la família. Dirigeix des d'aleshores els negocis dels Corleone amb mà implacable, eliminant els seus enemics. Però intenta en va assemblar-se al seu pare i només aconsegueix mostrar una autoritat devastadora que, a poc a poc, l'allunyarà de les persones que estima.
La segona part de El Padrí ofereix dues històries paral·leles. Una implica el cap de la Màfia dels anys 1958/1959 després dels esdeveniments de la primera pel·lícula, l'altra és una sèrie de salts enrere que segueixen el seu pare, Vito Corleone, des de la seva infantesa a Sicília fins a la creació de la Família Corleone a Nova York.
La pel·lícula comença el 1901, a la ciutat de Corleone, Sicília, en el funeral del pare del jove Vito, Antonio Andolini, que ha estat assassinat per un insult al senyor local de la màfia, Don Ciccio. Durant la processó, el germà gran de Vito és assassinat perquè ha jurat venjar-se del Don. La mare de Vito va a ca Don Ciccio per implorar la seva clemència, aquest la refusa, pensant que nou anys més tard, Vito adult també buscarà venjar-se dels homicidis del seu pare i del seu germà. Llavors la mare pren Don Ciccio com a ostatge amb un ganivet, permetent al seu fill escapar-se, però els homes de Ciccio la maten. Regiren tota la vida quotidiana per trobar el nen, tanmateix l'ajuden a fugir. Vito puja a un vaixell en direcció a Nova York. A Ellis Island, un agent de la immigració confon la ciutat natal de Vito amb el seu nom de família, llavors el registra com «Vito Corleone».
Al final dels anys 1950, en una escena similar a l'obertura de la primera pel·lícula, Michael Corleone, el padrí de la família Corleone, tracta diversos assumptes i els problemes de la família en una festa a la residència familiar a Lake Tahoe, Nevada, per celebrar la primera comunió del seu fill. Es troba amb el Senador de Nevada, Pat Geary, que menysprea els Corleone i discuteix el preu dels permisos de joc pels hotels casino que la Família compra.
Michael tracta també de la pèrdua de control de la seva germana, Connie, que s'ha divorciat recentment, i dels seus projectes de segones núpcies amb un home sense mitjans i sense suports, cosa que Michael desaprova. Parla també amb Johnny Ola, l'home de confiança del gàngster jueu Hyman Roth (personatge inspirat en el gàngster Meyer Lansky), que dona suport a Michael en la indústria del joc. Tardanament, Michael tracta amb Frank «Five Angels» Pentangeli, que ha pres el territori del Caporegime Peter Clemenza després de la seva mort, i té ara problemes amb els germans Rosato, que tenen el suport de Roth. Pentangeli marxa bruscament, després d'haver dit a Michael que «el seu pare ha fet negocis amb Hyman Roth, el seu pare respectava Hyman Roth, però el seu pare mai no ha confiat en Hyman Roth».
Més tard, a la nit, es produeix un intent d'assassinat contra Michael; sobreviu perquè la seva dona Kay es fixa en les cortines de les finestres del dormitori que són inexplicablement obertes. Llavors, Michael diu a Tom Hagen que el cop ha estat fet amb l'ajuda d'algun familiar, i que ha de marxar, confiant tot el seu poder a Hagen per protegir la seva família.
El 1917, Vito Corleone, ja adult, treballa en una botiga de queviures de Nova York amb el seu amic Genco Abbandando. El veïnat és controlat per un membre de «La Mà Negra», Don Fanucci, que arrabassa pagaments de protecció als comerciants del barri. Una nit, el veí de Vito, Clemenza, li demana que amagui armes per a ell, i més tard, per pagar el favor, el porta a un pis luxós on cometen el seu primer robatori, robant junts una catifa elegant.
De tornada al present, Michael coneix Hyman Roth a Florida i li diu que creu que Frank Pentangeli és responsable de l'intent d'assassinat, i que Pentangeli ho pagarà. Viatjant a Nova York, Michael deixa entendre a Pentangeli que Roth li dona suport, i que Michael té un projecte per tractar amb Roth, però necessita Frankie per cooperar amb els Germans Rosato per tal de deixar Roth en fals. Quan Pentangeli va a trobar-se amb els Rosato, se li diu «Michael Corleone us envia una salutació» mentre és atacat per darrere - però la temptativa d'homicidi és accidentalment interrompuda per un policia. Frankie és deixat per mort, i el seu guardaespatlles, Willie Cicci, rep una tret i és atropellat per un cotxe.
A Nevada, Tom Hagen arriba a una casa cridat pel germà gran de Michael, Fredo: el Senador Geary és implicat en la mort d'una prostituta. Tom proposa al senador ocupar-se del problema per tal de portar «l'amistat» entre el Senador i la Família Corleone.
Durant aquest temps, Michael troba Roth a l'Havana, Cuba. El dictador Fulgencio Batista sol·licita inversors americans mentre lluita contra les guerrilles comunistes que intenten fer saltar el seu govern. En una festa d'aniversari per a Roth, Michael menciona que hi ha una possibilitat que els rebels puguin guanyar, posant problemàtic de fet els negocis a Cuba. Aquest comentari incita Roth a remarcar a Michael, en privat, que aquest últim no ha lliurat encara els dos milions de dòlars segellant la seva col·laboració.
Fredo arriba a l'Havana per aportar els diners, i quan Michael menciona els noms de Hyman Roth i Johnny Ola, Fredo diu que mai no els ha conegut. Michael confia al seu germà que Roth era qui ha intentat matar-lo, i què té intenció de provar-ho de nou. Michael assegura Fredo que ja ha pres les seves disposicions i que «Hyman Roth no veurà mai el nou any».
En lloc d'enviar els diners a Roth, Michael li pregunta qui ha donat l'ordre de matar Frank Pentangeli. Hyman Roth evita la qüestió, parlant còlericament de l'homicidi del seu vell amic, Moe Greene, que Michael havia orquestrat a El Padrí.
Michael ha demanat a Fredo, que coneix l'Havana, que porti el Senador Geary i altres oficials i homes de negocis importants a passar uns dies, Fredo fa veure que no coneix Johnny Ola. Poc després, durant un espectacle de striptease, Fredo anuncia que Johnny Ola li ha recomanat el lloc, contradint el que havia dit a Michael abans, que mai no havia vist Roth o Ola. Michael s'adona que el traïdor és el seu propi germà, alhora envia el seu guardaespatlles a ocupar-se de Roth.
Johnny Ola és estrangulat, però Roth, ja en un estat de salut delicat, l'han portat a un hospital, on l'escorta de confiança de Michael intenta matar-lo. A la festa del Cap d'Any organitzada per Batista, durant les campanades de mitjanit, Michael agafa Fredo sòlidament pel cap i l'abraça: «Sé que ets tu, Fredo; m'has trencat el cor». Quan els guerrillers assalten la capital cubana, els convidats fuguen, però Fredo no vol marxar amb Michael ja que tem per la seva vida, encara que Michael asseguri a Fredo que serà sempre el seu germà i que és l'única porta de sortida.
Michael torna a la seva seu a Lake Tahoe, on Hagen li diu que Roth s'ha escapat de Cuba després d'haver sobreviscut l'intent d'homicidi i és de nou a Miami, que l'escorta de Michael ha mort i que Fredo s'amaga probablement a Nova York. Hagen informa també a Michael que Kay ha tingut un avortament espontani mentre ell era fora.
De tornada a l'època de Don Vito, Don Fanucci de la Ma Negre és ara conscient dels tripijocs i de la col·laboració entre Vito, Clemenza i Sal Tessio i vol la seva part. Clemenza i Tessio estan disposats a pagar la suma demanada per Fannuci, però Vito indecís proposa als seus amics que faci acceptar a Fanucci menys diners. - i en efecte, Vito convenç Fanucci d'agafar només la meitat del que ha exigit (100 dòlars en lloc de 200). A continuació, durant la festa del barri, Vito mata Fanucci. Amb Fanucci mort, Vito guanya el respecte del barri i comença a intercedir en les disputes locals operant des de la seva botiga, la Genco Olive Oil Company (anomenada així pel seu amic Genco Abbandando).
A Washington, un comitè senatorial, del qual el Senador Geary és membre, dirigeix una investigació sobre la família Corleone. Els membres del comitè pregunten a Willie Cicci, però no poden implicar Michael perquès Cicci mai no ha rebut ordres directes d'ell. Quan Michael apareix davant el comitè, el Senador Geary fa un gran espectacle donant suport als italo-americans i s'excusa llavors dels procediments del comitè. Michael fa una declaració desafiant el comitè de tenir un sol testimoni per confirmar les acusacions contra ell. L'audiència acaba quan el president del comitè anuncia que disposa d'un nou testimoni acusador.
És en Frank Pentangeli, que no ha mort en l'assalt dels Germans Rosato i té un acord amb l'FBI, i testimoniarà contra Michael. Tom Hagen i Michael discuteixen el problema, i conclouen que aquesta estratègia de Roth per destruir-los estava ben planificada.
El germà de Michael, Fredo, retrobat, és persuadit de tornar a Nevada, i en una reunió privada explica la seva traïció a Michael i el perquè: gelós d'haver estat apartat de la direcció de la Família a favor de Michael, vol el respecte. Li explica que ha ajudat Roth pensant que hi hauria alguna cosa per ell, però jura que no sabia que Roth volia matar-lo i diu també que el cap del comitè Senatorial està comprat per Roth. Michael li diu llavors a Fredo: «No ets res ara. No ets un germà, no ets un amic, res» i declara a Al Neri que res no li ha de passar a Fredo mentre la seva mare sigui viva.
Al jutjat on Frank Pentangeli ha de testimoniar, Michael arriba amb el germà de Pentangeli, la presència del qual empeny Pentangeli a desdir-se de les seves declaracions precedents sobre Michael. Quan Pentangeli és qüestionat, afirma que ha dit a l'FBI el que volien sentir. Sense ningú més per testimoniar contra Michael, el comitè ajorna la sessió. Hagen, que fa d'advocat de Michael, exigeix excuses.
En una habitació d'hotel, Kay anuncia a Michael que vol deixar-lo i emportar-se els seus fills. Michael intenta apaivagar-la, però perd la seva sang freda i la colpeix violentament quan li revela que el seu avortament fou provocat.
Tornant enrere en el temps, Vito visita la família a Sicília. Allà és presentat a un Don Ciccio molt gran com l'home que importa el seu oli d'oliva a Amèrica i que vol la benedicció del vell Don. Quan Ciccio pregunta a Vito qui era el seu pare, Vito diu «el nom del meu pare és Antonio Andolini, i això és per a vostè»! Li clava un ganivet a l'estómac i així venja la mort del seu pare, de la seva mare i del seu germà.
Quan Carmella Corleone, la vídua de Vito i la mare dels seus fills, mor, la família Corleone sencera és reuneix. Michael rebutja un Fredo llastimós i es nega a veure'l, però cedeix quan Connie li ho demana. L'abraçada de Michael i de Fredo indica que la pròrroga de Fredo s'ha acabat; la seva execució és pròxima.
Michael, Tom Hagen i Rocco Lampone discuteixen sobre Hyman Roth. Aquest ha tractat infructuosament de trobar asil en diversos països, i ha estat fins i tot rebutjat a Israel tot i ser jueu fent el seu Aliyah. Michael rebutja el consell de Hagen que la família Corleone no és prou forta, i que no és necessari matar els germans Rosatos i Roth per venjança. Més tard, Hagen visita a Frank Pentangeli, presoner en una base militar. Hagen suggereix a Pentangeli que es tregui ell mateix la vida, a la manera dels antics romans que, a canvi, obtenien la promesa que la seva família no quedaria desamparada després del seu suïcidi.
Amb la connivència de Connie i aprofitant que Michael és absent, Kay visita els seus fills d'amagat. Com li costa acomiadar-se, la sortida s'endarrereix. Quan finalment Michael arriba, li tanca fredament la porta a la cara.
El Padrí 2 arriba al seu apogeu amb un muntatge d'assassinats i de morts, evocant el final de la primera pel·lícula. Mentre arriba a en un aeroport on és detingut, Hyman Roth és mort per Rocco Lampone disfressat de periodista (Lampone és a continuació abatut per un policia). A la base militar, Frank Pentangeli és trobat mort, segons les instruccions de Hagen. Finalment, Fredo és assassinat per Al Neri mentre pesca al llac Tahoe.
Som l'any 1941, i la família Corleone prepara una festa d'aniversari sorpresa per a Vito. Sonny introdueix Carlo Rizzi, el marit de Connie i futur traïdor de Sonny, a la seva família. Parlen de l'atac recent sobre Pearl Harbor pels japonesos, i Michael sorprèn tothom anunciant que tot just s'acaba d'enrolar a la Infanteria de Marina. Sonny ridiculitza la tria de Michael, i Tom Hagen menciona com el seu pare té grans esperances per a Michael. Fredo és l'únic que dona suport a la decisió del seu germà. Sal Tessio entra amb el pastís per a la festa, i quan Vito arriba, tots excepte Michael van a saludar-lo.
L'escena final de la pel·lícula mostra Michael assegut a Lake Tahoe, en un silenci contemplatiu.

## Comentari
Segona part de la trilogia El Padrí 2, gràcies a nombrosos salts enrere, fa entrecreuar-se el destí de Vito Corleone i del seu fill Michael. La pel·lícula és en efecte composta alternativament d'escenes del present (Michael és el responsable de la família) i del passat (contant l'ascensió social de Vito Corleone). Aquesta alternança permet a Francis Ford Coppola fer la comparació entre els dos personatges, una de les originalitats de la pel·lícula. Aquest llargmetratge és igualment l'ocasió per al director de retre un homenatge als nombrosos pobles que han emigrat cap als Estats Units. És sobretot el cas de l'escena durant la qual el jove Vito Corleone desembarca a Ellis Island amb els seus compatriotes.

## Repartiment
- Al Pacino: Michael Corleone
- Robert De Niro: Vito Corleone
- Robert Duvall: Tom Hagen
- John Cazale: Fredo Corleone
- Lee Strasberg: Hyman Roth
- Diane Keaton: Kay Corleone
- Abe Vigoda: Tessio
- Talia Shire: Connie Rizzi
- Richard Bright: Al Neri
- Maria Carta: Signora Andolini (senyora d'Andolini), muller d'Antonio Andolini i mare d'en Paolo i en Vito Andolini

## Al voltant de la pel·lícula
- Sofia Coppola apareix com a figurant sobre el vaixell dels emigrants a Ellis Island.
- Al començament de la pel·lícula, en l'escena de la comunió a Lake Tahoe, Michael tracta negocis amb un tal Johnny Ola. Darrere la badia vítria es distingeix bastant fàcilment John F. Kennedy, el seu germà Robert Kennedy així com Jackie Kennedy, discutint amb l'advocat de Michael, Tom Hagen (Robert Duvall). Aquí la pel·lícula al·ludeix a les relacions tèrboles entre la Família Kennedy i el mitjà mafiós.
- Marlon Brando havia d'aparèixer al final de la pel·lícula, en l'escena durant la qual els seus fills, asseguts a la taula, l'esperen per celebrar el seu aniversari. Tanmateix, no es va poder signar cap acord entre els productors i l'actor.
- Continuació a l'èxit de la primera pel·lícula estrenada dos anys abans, el pressupost de 15 milions de dòlars concedit a El Padrí 2 és dues vegades i mitja més important.
- Quan Cartman porta els seus camarades a un vaixell per matar-los en l'episodi Paper de bany de la sèrie animada South Park, paròdia de El Padrí 2. La música de fons és molt similar a la banda de la pel·lícula.
- És classificada tercera en la classificació de les millors pel·lícules de tots els temps al lloc de referència imdb amb una nota de 9/10.
- La pel·lícula va ser censurada per la dictadura uruguaiana per les escenes rodades a Cuba on es veu gent cridar «Viva Fidel!» i «Viva la Revolució!».[3]

## Premis i nominacions

### Premis[4]
- 1975: Oscar a la millor pel·lícula
- 1975: Oscar al millor director per Francis Ford Coppola
- 1975: Oscar al millor guió adaptat per Francis Ford Coppola i Mario Puzo
- 1975: Oscar al millor actor secundari per Robert De Niro
- 1975: Oscar a la millor banda sonora per Nino Rota i Carmine Coppola
- 1975: Oscar a la millor direcció artística per Dean Tavoularis, Angelo P. Graham i George R. Nelson
- 1976: BAFTA al millor actor per Al Pacino

### Nominacions
- 1975: Oscar al millor actor per Al Pacinos[4]
- 1975: Oscar al millor actor secundari per Michael V. Gazzos[4]
- 1975: Oscar al millor actor secundari per Lee Strasbergs[4]
- 1975: Oscar a la millor actriu secundària per Talia Shires[4]
- 1975: Oscar al millor vestuari per Theadora Van Runkles[4]
- 1975: Globus d'Or a la millor pel·lícula dramàticas[4]
- 1975: Globus d'Or al millor director per Francis Ford Coppola
- 1975: Globus d'Or al millor actor dramàtic per Al Pacino
- 1975: Globus d'Or a la millor nova promesa masculina per Lee Strasberg
- 1975: Globus d'Or al millor guió per Francis Ford Coppola i Mario Puzo
- 1975: Globus d'Or a la millor banda sonora per Nino Rota
- 1976: BAFTA a la millor música per Nino Rota
- 1976: BAFTA al millor muntatge per Peter Zinner, Barry Malkin i Richard Marks
- 1976: BAFTA a la millor nova promesa per Robert De Niro